# ميلوس يوهاس
ميلوس يوهاس هو لاعب كرة قدم سلوفاكي في مركز الوسط، ولد في 3 يناير 1984 في تشيكوسلوفاكيا. شارك مع منتخب سلوفاكيا تحت 21 سنة لكرة القدم. أما مع النوادي، فقد لعب مع نادي سبارتاك ترنافا ونادي سبارتاك ميافا ونادي سينيتسا.

## وصلات خارجية
- ميلوس يوهاس على موقع قاعدة بيانات كرة القدم.إي يو (الإنجليزية)
- ميلوس يوهاس على موقع Soccerway.com (الإنجليزية)